# Риби гущер
Рибите гущери (Synodontidae) са семейство актиноптери от разред Аулопообразни (Aulopiformes).
Таксонът е описан за пръв път от Тиъдър Гил през 1862 година.

## Родове
- Harpadon
- Saurida – Зъбати риби гущери
- Synodus
- Trachinocephalus – Тъпомуцунести гущероглави риби